# Мідюм
Мідюм (нід. Miedum) — селище в нідерландській провінції Фрисландія. Входить до муніципалітету Леуварден.
Його площа становить 5,02км², а населення станом на 2021 рік складало 50 осіб.
Перша згадка про населений пункт датується 1415 роком. Наразі у ньому нараховується близько дюжини будинків.

## Галерея

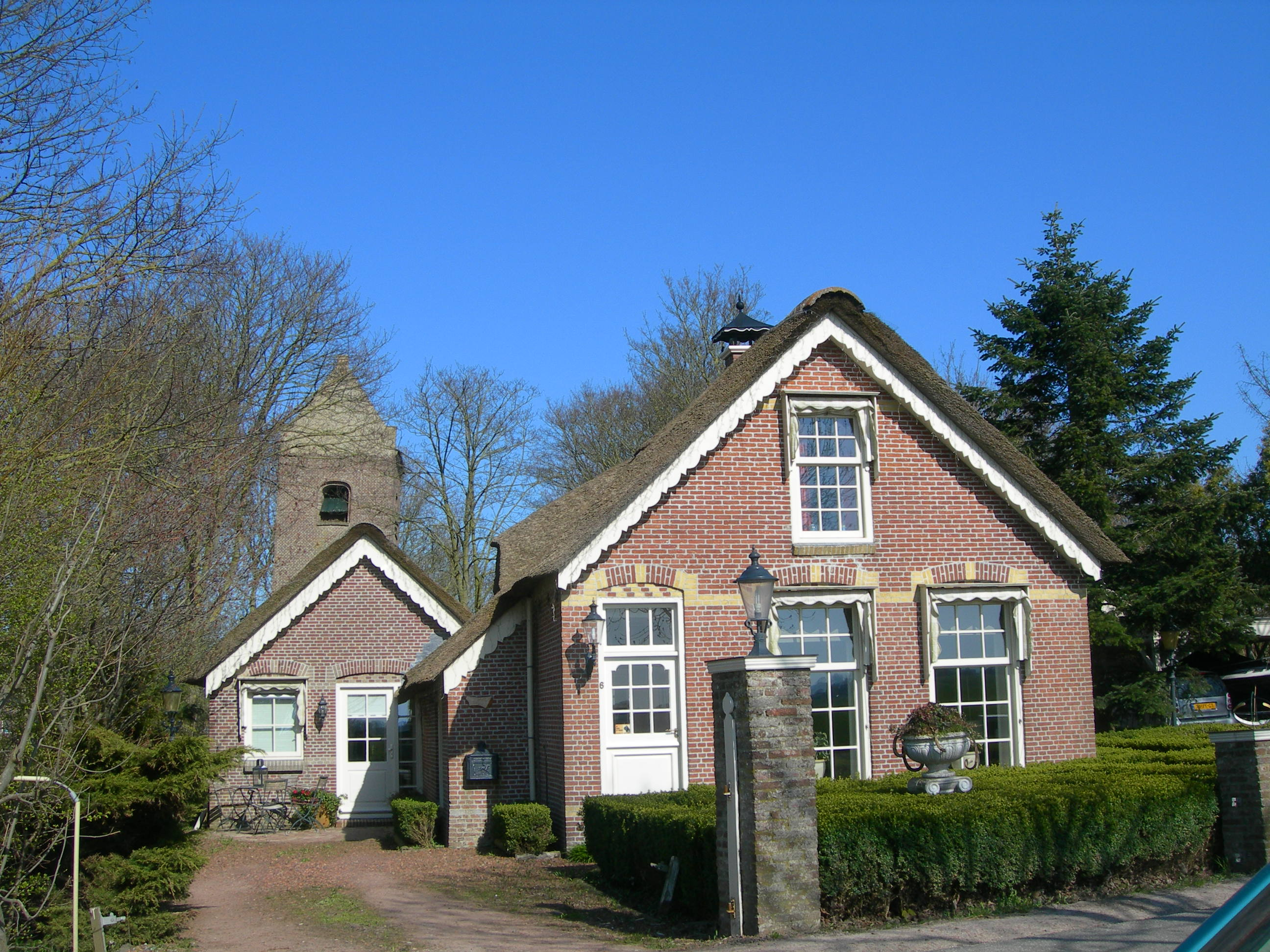
Будинок у Мідюмі
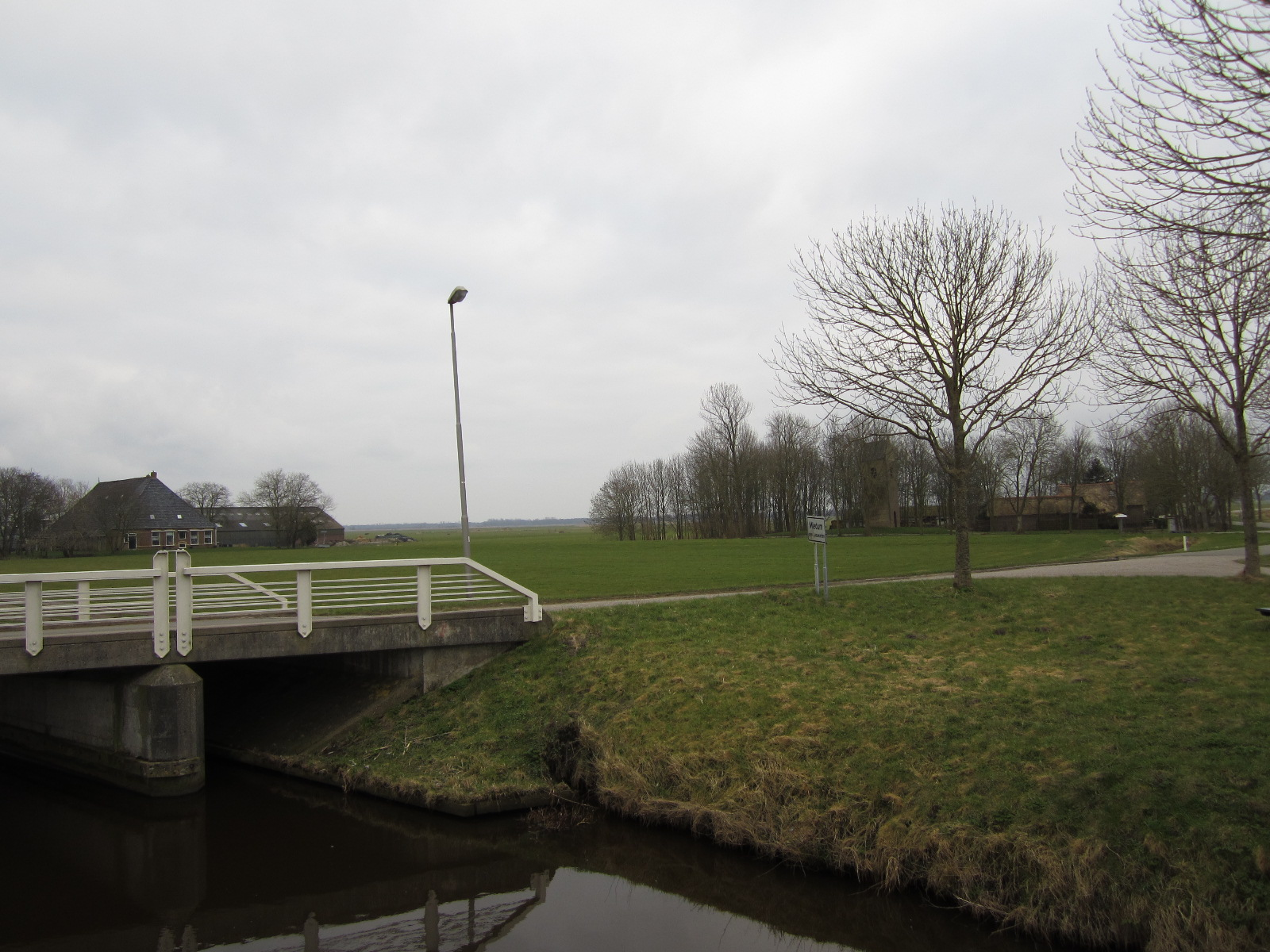
Ферми у Мідюмі